# Planernaja
Planernaja (ryska: Пла́нерная) är den nordvästra slutstationen på Tagansko–Krasnopresnenskajalinjen i Moskvas tunnelbana. 
Stationen öppnades den 30 december 1975, tillsammans med tre andra stationer som förlängde linjen norrut bortom den tidigare slutstationen Oktiabrskoje Pole. Stationen Spartak skulle också ingått i förlängningen och var nästan färdigbyggd, men kom inte att öppnas förrän 2014.
Arkitekten Trenin har beklätt stationens pelare med vit marmor och golvet med grå och svart granit. Väggarna dekoreras av ett geometriskt mönster av trianglar i vita, blågrå och gula toner som ger stationen ett ljust intryck. 